# Sportsklubben Brann 2013
Questa voce raccoglie le informazioni riguardanti lo Sportsklubben Brann nelle competizioni ufficiali della stagione 2013.

## Stagione
Il Brann chiuse la stagione all'8º posto in classifica, mentre l'avventura nella Coppa di Norvegia 2013 terminò al terzo turno, con l'eliminazione per mano del Mjøndalen. Il 6 novembre, la dirigenza esonerò l'allenatore Rune Skarsfjord e lo sostituì, per le ultime partite stagionali, con il suo assistente Kenneth Mikkelsen.
I calciatori più utilizzati in stagione furono Erik Huseklepp e Birkir Sævarsson, entrambi con 32 presenze (30 in campionato e 2 in coppa). Martin Pušić fu invece il miglior marcatore, con 13 reti (9 in campionato e 4 in coppa).

## Maglie e sponsor
Lo sponsor tecnico per la stagione 2013 fu Hummel, mentre lo sponsor ufficiale fu Sparebanken Vest. La divisa casalinga fu completamente rossa, con inserti bianchi. Quella da trasferta era invece totalmente nera, con inserti rossi.
| Casa | Trasferta |

## Rosa
| N. |                               | Ruolo | Calciatore         |
| -- | ----------------------------- | ----- | ------------------ |
| 1  | Norvegia (bandiera)           | P     | Jørgen Mohus       |
| 2  | Islanda (bandiera)            | D     | Birkir Sævarsson   |
| 4  | Norvegia (bandiera)           | D     | Simen Wangberg     |
| 5  | Macedonia del Nord (bandiera) | D     | Daniel Mojsov      |
| 7  | Norvegia (bandiera)           | D     | Hassan El Fakiri   |
| 8  | Norvegia (bandiera)           | C     | Fredrik Haugen     |
| 9  | Austria (bandiera)            | A     | Martin Pušić       |
| 11 | Russia (bandiera)             | A     | Vasilij Pavlov     |
| 12 | Norvegia (bandiera)           | P     | Øystein Øvretveit  |
| 14 | Norvegia (bandiera)           | C     | Fredrik Nordkvelle |
| 17 | Senegal (bandiera)            | C     | Stéphane Badji     |
| 18 | Svezia (bandiera)             | D     | Markus Jonsson     |
| 19 | Norvegia (bandiera)           | A     | Kristoffer Larsen  |
| 21 | Ghana (bandiera)              | A     | Kennedy Ashia      |
| 21 | Ungheria (bandiera)           | D     | Zsolt Korcsmár     |
| 22 | Norvegia (bandiera)           | A     | Amin Askar         |

| N. |                     | Ruolo | Calciatore           |
| -- | ------------------- | ----- | -------------------- |
| 23 | Norvegia (bandiera) | A     | Erik Huseklepp       |
| 24 | Polonia (bandiera)  | P     | Piotr Leciejewski    |
| 25 | Norvegia (bandiera) | D     | Henrik Gjesdal       |
| 26 | Norvegia (bandiera) | C     | Kasper Skaanes       |
| 27 | Svezia (bandiera)   | D     | Erdin Demir          |
| 28 | Norvegia (bandiera) | A     | Bård Finne           |
| 29 | Norvegia (bandiera) | C     | Kristoffer Barmen    |
| 30 | Norvegia (bandiera) | D     | Jonas Grønner        |
| 32 | Norvegia (bandiera) | C     | Tomasz Sokolowski    |
| 33 | Norvegia (bandiera) | C     | Kjetil Kalve         |
| 35 | Norvegia (bandiera) | D     | Andreas Vindheim     |
| 36 | Norvegia (bandiera) | P     | Ådne Nissestad       |
| 37 | Norvegia (bandiera) | A     | Håkon Lorentzen      |
| 38 | Norvegia (bandiera) | C     | Simen Lassen         |
| 38 | Norvegia (bandiera) | A     | Steffen Lie Skålevik |
| 39 | Norvegia (bandiera) | D     | Fredrik Heggland     |

## Calciomercato

### Sessione invernale(dal 01/01 al 31/03)
| Acquisti         | Acquisti        | Acquisti   | Acquisti      |
| R.               | Nome            | da         | Modalità      |
| ---------------- | --------------- | ---------- | ------------- |
| C                | Stéphane Badji  | Sogndal    | definitivo    |
| A                | Martin Pušić    |            | svincolato    |
| Altre operazioni |                 |            |               |
| R.               | Nome            | da         | Modalità      |
| D                | Krister Wemberg | Bodø/Glimt | fine prestito |

| Cessioni | Cessioni           | Cessioni      | Cessioni   |
| R.       | Nome               | a             | Modalità   |
| -------- | ------------------ | ------------- | ---------- |
| D        | Christian Kalvenes |               | ritiro     |
| C        | Eirik Birkelund    | Saint-Étienne | definitivo |
| C        | Erik Mjelde        | Lillestrøm    | definitivo |
| A        | Bentley            | Wuhan Zall    | definitivo |
| A        | Kim Ojo            | Genk          | definitivo |

### Trasferimenti tra le due sessioni
| Acquisti | Acquisti          | Acquisti       | Acquisti      |
| R.       | Nome              | da             | Modalità      |
| -------- | ----------------- | -------------- | ------------- |
| P        | Øystein Øvretveit | Vard Haugesund | fine prestito |
| A        | Vasilij Pavlov    | Dacia Chișinău | prestito      |

| Cessioni | Cessioni          | Cessioni       | Cessioni      |
| R.       | Nome              | a              | Modalità      |
| -------- | ----------------- | -------------- | ------------- |
| P        | Øystein Øvretveit | Vard Haugesund | prestito      |
| A        | Vasilij Pavlov    | Dacia Chișinău | fine prestito |

### Sessione estiva(dal 15/07 al 10/08)
| Acquisti | Acquisti      | Acquisti      | Acquisti   |
| R.       | Nome          | da            | Modalità   |
| -------- | ------------- | ------------- | ---------- |
| D        | Daniel Mojsov |               | svincolato |
| A        | Kennedy Ashia | Liberty Prof. | prestito   |

| Cessioni | Cessioni             | Cessioni       | Cessioni   |
| R.       | Nome                 | a              | Modalità   |
| -------- | -------------------- | -------------- | ---------- |
| D        | Jonas Grønner        | KR Reykjavík   | prestito   |
| D        | Zsolt Korcsmár       | Greuther Fürth | definitivo |
| C        | Fredrik Nordkvelle   | Odd            | definitivo |
| A        | Steffen Lie Skålevik | Nest-Sotra     | definitivo |

## Risultati

### Eliteserien

#### Girone di andata
| Arbitro: | Moen (Haugesund) |

|                                      |           |            |
| Haugen 13’ Larsen 47’ Nordkvelle 74’ | Marcatori | 77’ Børven |

| Arbitro: | Edvartsen (Hamar) |

|                                         |           |  |
| Dorsin 49’, 90’ Diskerud 53’ Dočkal 85’ | Marcatori |  |

| Arbitro: | Berntsen (Vang) |

|           |           |  |
| Askar 80’ | Marcatori |  |

| Arbitro: | Staberg (Harstad) |

|                             |           |  |
| Vaagan Moen 58’ Helstad 62’ | Marcatori |  |

| Arbitro: | Edvartsen (Hamar) |

|                             |           |  |
| Huseklepp 3’ Nordkvelle 19’ | Marcatori |  |

| Arbitro: | Kjensli (Oslo) |

|                    |           |  |
| Huseklepp 45’, 52’ | Marcatori |  |

| Arbitro: | Johnsen (Tønsberg) |

|                           |           |           |
| Karadas 25’ Mane 49’, 85’ | Marcatori | 90’ Askar |

| Arbitro: | Hafsås (Trondheim) |

|                          |           |  |
| Sokolowski 19’ Askar 52’ | Marcatori |  |

| Arbitro: | Moen (Haugesund) |

|                                 |           |  |
| Gjesdal 20’ (aut.) Diomandé 41’ | Marcatori |  |

| Arbitro: | Moen (Haugesund) |

|                         |           |  |
| Finne 45’ Sævarsson 52’ | Marcatori |  |

| Arbitro: | Berntsen (Vang) |

|                                  |           |  |
| Bendiksen 76’ (rig.) Nystrøm 90’ | Marcatori |  |

| Arbitro: | Hansen (Feda) |

|                     |           |          |
| Pusic 20’ Finne 45’ | Marcatori | 64’ Wiig |

| Arbitro: | Sandmoen (Kjelsås) |

|                 |           |           |
| Bamberg 3’, 59’ | Marcatori | 90’ Askar |

| Arbitro: | Rafiq (Oslo) |

|                                                      |           |                    |
| Pusic 5’ Finne 22’, 39’, 45’ Sævarsson 51’ Askar 87’ | Marcatori | 73’ (aut.) Jonsson |

| Arbitro: | Hagen (Grue) |

|            |           |              |
| Kaland 16’ | Marcatori | 7’ Huseklepp |

#### Girone di ritorno
| Arbitro: | Moen (Haugesund) |

|                                        |           |                                         |
| Vikstøl 3’ Asante 24’ Kristjánsson 76’ | Marcatori | 8’ Pusic 47’ (aut.) Andersen 71’ Larsen |

| Arbitro: | Skjerven (Kaupanger) |

|           |           |                                                  |
| Askar 90’ | Marcatori | 6’ Nielsen 53’ Jensen 56’ Søderlund 90’ Chibuike |

| Arbitro: | Edvartsen (Hamar) |

|                            |           |  |
| Berget 32’ Gulbrandsen 74’ | Marcatori |  |

| Arbitro: | Hagen (Grue) |

|           |           |           |
| Askar 82’ | Marcatori | 41’ Riise |

| Arbitro: | Staberg (Harstad) |

|                                    |           |                     |
| Sulimani 27’ Thioune 59’ Olsen 68’ | Marcatori | 9’ Pusic 21’ Mojsov |

| Arbitro: | Moen (Haugesund) |

|            |           |                           |
| Johnsen 5’ | Marcatori | 27’, 90’ Pusic 83’ Barmen |

| Arbitro: | Helgerud (Lier) |

|          |           |  |
| Pusic 6’ | Marcatori |  |

| Arbitro: | Berntsen (Vang) |

|                               |           |                                   |
| Berre 4’, 61’ Børven 74’, 84’ | Marcatori | 9’ Pusic 10’ Huseklepp 17’ Barmen |

| Arbitro: | Staberg (Harstad) |

|               |           |              |
| Huseklepp 48’ | Marcatori | 65’ Storflor |

| Ålesund 28 settembre 2013, ore 18:00 25ª giornata | Aalesund           | 0 – 0 referto | Brann | Color Line Stadion (7.901 spett.)\| Arbitro: \| Sandmoen (Kjelsås) \| |
| Arbitro:                                          | Sandmoen (Kjelsås) |               |       |                                                                       |

| Arbitro: | Johnsen (Tønsberg) |

|  |           |             |
|  | Marcatori | 76’ Gytkjær |

| Arbitro: | Sandmoen (Kjelsås) |

|                                   |           |                    |
| Elyounoussi 28’, 45’ Ernemann 44’ | Marcatori | 2’ Askar 67’ Pusic |

| Bergen 27 ottobre 2013, ore 18:00 28ª giornata | Brann        | 0 – 0 referto | Hønefoss | Brann Stadion (9.348 spett.)\| Arbitro: \| Rafiq (Oslo) \| |
| Arbitro:                                       | Rafiq (Oslo) |               |          |                                                            |

| Arbitro: | Staberg (Harstad) |

|                     |           |            |
| Helle 10’, 47’, 60’ | Marcatori | 43’ Barmen |

| Arbitro: | Hagen (Grue) |

|                                                            |           |                      |
| Sævarsson 21’ Huseklepp 42’ (rig.) Askar 76’ Lorentzen 90’ | Marcatori | 24’ (rig.) Bendiksen |

### Coppa di Norvegia
| Åsane 17 aprile 2013, ore 18:00 Primo turno                                                                                                 | Hovding   | 0 – 14 referto                                                                                            | Brann | Åstveit Idrettspark |
| \| \| \| \| \| \| Marcatori \| 5’ Gjesdal 12’, 42’, 74’, 14’, 64’, 83’, 86’ Barmen 24’, 50’ Kalve 52’ (rig.) Pavlov 61’, 89’, 90’ Larsen \| |           | |       |                     |
| |           | |       |                     |
| | Marcatori | 5’ Gjesdal 12’, 42’, 74’, 14’, 64’, 83’, 86’ Barmen 24’, 50’ Kalve 52’ (rig.) Pavlov 61’, 89’, 90’ Larsen |       |                     |

| Arbitro: | Steen |

|           |           |                                                  |
| Thune 10’ | Marcatori | 17’, 87’ Finne 18’, 22’, 52’ Pusic 79’ Huseklepp |

| Arbitro: | Gya |

|           |           |                           |
| Pusic 14’ | Marcatori | 50’, 52’ (rig.) Kirkevold |

## Statistiche

### Statistiche di squadra
| Competizione      | Punti | In casa | In casa | In casa | In casa | In casa | In casa | In trasferta | In trasferta | In trasferta | In trasferta | In trasferta | In trasferta | Totale | Totale | Totale | Totale | Totale | Totale | DR  |
| Competizione      | Punti | G       | V       | N       | P       | Gf      | Gs      | G            | V            | N            | P            | Gf           | Gs           | G      | V      | N      | P      | Gf     | Gs     | DR  |
| ----------------- | ----- | ------- | ------- | ------- | ------- | ------- | ------- | ------------ | ------------ | ------------ | ------------ | ------------ | ------------ | ------ | ------ | ------ | ------ | ------ | ------ | --- |
| Eliteserien       | 39    | 15      | 10      | 3       | 2       | 29      | 11      | 15           | 1            | 3            | 11           | 17           | 35           | 30     | 11     | 6      | 13     | 46     | 46     | 0   |
| Coppa di Norvegia | -     | 1       | 0       | 0       | 1       | 1       | 2       | 2            | 2            | 0            | 0            | 20           | 1            | 3      | 2      | 0      | 1      | 21     | 3      | +18 |
| Totale            | -     | 16      | 10      | 3       | 3       | 30      | 13      | 17           | 3            | 3            | 11           | 37           | 36           | 33     | 13     | 6      | 14     | 67     | 49     | +18 |

### Statistiche dei giocatori
| Giocatore       | Eliteserien | Eliteserien | Eliteserien | Eliteserien | Coppa di Norvegia | Coppa di Norvegia | Coppa di Norvegia | Coppa di Norvegia | Totale   | Totale | Totale      | Totale     |
| Giocatore       | Presenze    | Reti        | Ammonizioni | Espulsioni  | Presenze          | Reti              | Ammonizioni       | Espulsioni        | Presenze | Reti   | Ammonizioni | Espulsioni |
| --------------- | ----------- | ----------- | ----------- | ----------- | ----------------- | ----------------- | ----------------- | ----------------- | -------- | ------ | ----------- | ---------- |
| K. Ashia        | 0           | 0           | 0           | 0           | 0                 | 0                 | 0                 | 0                 | 0        | 0      | 0           | 0          |
| A. Askar        | 29          | 9           | 3           | 0           | 2                 | 0                 | 0                 | 0                 | 31       | 9      | 3           | 0          |
| S. Badji        | 28          | 0           | 6           | 0           | 1                 | 0                 | 0                 | 0                 | 29       | 0      | 6           | 0          |
| K. Barmen       | 22          | 3           | 2           | 0           | 2                 | 3                 | 0                 | 0                 | 24       | 6      | 2           | 0          |
| E. Demir        | 21          | 0           | 3           | 0           | 1                 | 0                 | 0                 | 0                 | 22       | 0      | 3           | 0          |
| H. El Fakiri    | 16          | 0           | 1           | 0           | 2                 | 0                 | 0                 | 0                 | 18       | 0      | 1           | 0          |
| B. Finne        | 19          | 5           | 0           | 0           | 3                 | 6                 | 0                 | 0                 | 22       | 11     | 0           | 0          |
| H. Gjesdal      | 18          | 0           | 2           | 0           | 3                 | 1                 | 0                 | 0                 | 21       | 1      | 2           | 0          |
| J. Grønner      | 5           | 0           | 0           | 1           | 3                 | 0                 | 0                 | 0                 | 8        | 0      | 0           | 1          |
| F. Haugen       | 26          | 1           | 6           | 1           | 0                 | 0                 | 0                 | 0                 | 26       | 1      | 6           | 1          |
| F. Heggland     | 0           | 0           | 0           | 0           | 0                 | 0                 | 0                 | 0                 | 0        | 0      | 0           | 0          |
| E. Huseklepp    | 30          | 7           | 3           | 0           | 2                 | 1                 | 0                 | 0                 | 32       | 8      | 3           | 0          |
| M. Jonsson      | 11          | 0           | 1           | 0           | 0                 | 0                 | 0                 | 0                 | 11       | 0      | 1           | 0          |
| K. Kalve        | 0           | 0           | 0           | 0           | 1                 | 2                 | 0                 | 0                 | 1        | 2      | 0           | 0          |
| Z. Korcsmár     | 15          | 1           | 2           | 0           | 2                 | 0                 | 0                 | 0                 | 17       | 1      | 2           | 0          |
| K. Larsen       | 21          | 2           | 1           | 0           | 3                 | 3                 | 0                 | 0                 | 24       | 5      | 1           | 0          |
| S. Lassen       | 0           | 0           | 0           | 0           | 1                 | 0                 | 0                 | 0                 | 1        | 0      | 0           | 0          |
| P. Leciejewski  | 25          | 0           | 1           | 0           | 1                 | 0                 | 1                 | 0                 | 26       | 0      | 2           | 0          |
| S. Lie Skålevik | 0           | 0           | 0           | 0           | 0                 | 0                 | 0                 | 0                 | 0        | 0      | 0           | 0          |
| H. Lorentzen    | 2           | 1           | 0           | 0           | 0                 | 0                 | 0                 | 0                 | 2        | 1      | 0           | 0          |
| J. Mohus        | 6           | 0           | 0           | 0           | 2                 | 0                 | 0                 | 0                 | 8        | 0      | 0           | 0          |
| D. Mojsov       | 12          | 1           | 3           | 1           | 0                 | 0                 | 0                 | 0                 | 12       | 1      | 3           | 1          |
| Å. Nissestad    | 0           | 0           | 0           | 0           | 0                 | 0                 | 0                 | 0                 | 0        | 0      | 0           | 0          |
| F. Nordkvelle   | 13          | 2           | 0           | 0           | 1                 | 0                 | 0                 | 0                 | 14       | 2      | 0           | 0          |
| Ø. Øvretveit    | 0           | 0           | 0           | 0           | 0                 | 0                 | 0                 | 0                 | 0        | 0      | 0           | 0          |
| V. Pavlov       | 0           | 0           | 0           | 0           | 2                 | 1                 | 0                 | 0                 | 2        | 1      | 0           | 0          |
| M. Pusic        | 27          | 9           | 3           | 0           | 2                 | 4                 | 0                 | 0                 | 29       | 13     | 3           | 0          |
| B. Sævarsson    | 30          | 3           | 2           | 0           | 2                 | 0                 | 0                 | 0                 | 32       | 3      | 2           | 0          |
| K. Skaanes      | 4           | 0           | 0           | 0           | 1                 | 0                 | 0                 | 0                 | 5        | 0      | 0           | 0          |
| T. Sokolowski   | 25          | 1           | 1           | 0           | 3                 | 0                 | 0                 | 0                 | 28       | 1      | 1           | 0          |
| A. Vindheim     | 0           | 0           | 0           | 0           | 1                 | 0                 | 0                 | 0                 | 1        | 0      | 0           | 0          |
| S. Wangberg     | 9           | 0           | 0           | 0           | 0                 | 0                 | 0                 | 0                 | 9        | 0      | 0           | 0          |